# Edoardo Susmel
Edoardo Susmel (Fiume, 3 dicembre 1887 – Forte dei Marmi, 18 luglio 1948) è stato uno storico e politico italiano.

## Biografia
Dopo il conseguimento della laurea in Scienze morali e storiche, comincia l'insegnamento di materie umanistiche nella "Scuola cittadina" della città natia. Fece parte del Consiglio nazionale italiano (di cui fu capo dell'ufficio stampa) di Fiume e tra la fine degli anni Dieci e l'inizio degli anni Venti partecipò attivamente alle vicende di cui reclamava l'italianità. Iniziò la sua attività di pubblicista dando alle stampe nel 1919 Fiume attraverso la storia: dalle origini ai giorni nostri edito a Milano da Treves a cui fece seguito La città di passione sempre per lo stesso editore nel 1921.
Partecipò all'impresa di Fiume. Fu favorevole alla reggenza del Carnaro istituita da Gabriele D'Annunzio su Fiume, sull'impresa del celebre poeta scrisse nel 1929 La marcia di Ronchi e sempre in quell'anno ultimò Mussolini e il problema adriatico.
Aderì al fascismo e successivamente scrisse Le giornate fiumane di Mussolini (Garzanti, 1937) e Fiume e il Carnaro (Hoepli, 1939). Docente universitario, fu Preside della Provincia del Carnaro. Nel 1939 divenne consigliere nazionale della Camera dei Fasci e delle Corporazioni fino al 1943 .
Fu ultimo prefetto di Fiume italiana nel 1945. Nel secondo dopoguerra cominciò a lavorare sull'opera omnia di Benito Mussolini, ma la morte gli impedì di concludere il progetto, poi completato dal figlio Duilio.

## Opere
- Disegno storico della città di Fiume, Fiume, Stab. Tipo-Litografico di E. Mohovich, 1917.
- Fiume attraverso la storia: dalle origini fino ai nostri giorni, Milano, Fratelli Treves, 1919.
- Fiume italiana, Roma, Stabilimento Armani, 1919.
- Il diritto italico di Fiume, Bologna, Zanichelli, 1919.
- La città di passione: Fiume negli anni 1914-1920, Milano, Fratelli Treves, 1921.
- L'economia fiumana nel 1924, Fiume, Tipografia commerciale, 1925.
- Ipparco Baccich, Fiume, La Vedetta d'Italia, 1930.
- La zona franca del Carnaro, Trieste, Officine grafiche della Editoriale libraria S. A., 1930.
- Aspetti del problema forestale, Bologna, L. Cappelli, 1933.
- La vita italiana di Fiume, Milano, 1934.
- Fiume nel Medioevo: le origini del Comune, Bologna, Zanichelli, 1935.
- Arnaldo Mussolini, Fiume, La Vedetta d'Italia, 1936.
- Le giornate fiumane di Mussolini, Firenze, G.C. Sansoni, 1937.
- Fiume e il Carnaro, Milano, Hoepli, 1939.
- La marcia di Ronchi, Milano, Hoepli, 1941.
- Mussolini e il suo tempo, Milano, Garzanti, 1950.